# Big Day Out
Big Day Out (BDO) foi um festival de música anual, realizado em diversas cidades da Austrália e Nova Zelândia, em fins de Janeiro.
Começou em Sydney em 1992, tendo-se espalhado mais tarde para Adelaide, Melbourne e Perth em 1993, tendo Gold Coast e Auckland se juntado em 1994. Em 2003, tinha sete a oito palcos (dependendo do local) acomodando música rock, electrónica e bandas internacionais e locais.